# Giuseppe Guarino
Giuseppe Guarino, italijanski rimskokatoliški duhovnik, škof in kardinal, * 6. marec 1827, Montedoro, † 22. september 1897.

## Življenjepis
22. septembra 1849 je prejel duhovniško posvečenje.
23. februarja 1872 je bil imenovan za nadškofa Siracuse in 17. marca istega leta je prejel škofovsko posvečenje.
5. julija 1875 je postal nadškof Messine.
16. januarja 1893 je bil povzdignjen v kardinala in imenovan za kardinal-duhovnika S. Tommaso in Parione.